# Saison 2018-2019 de Hanovre 96
Maillots
Chronologie
Saison précédente Saison suivante
La saison 2018-2019 est la 2e saison du Hanovre 96 consécutive en Bundesliga.

## Transferts

### Transferts estivaux
| Nom                    | Nationalité | Poste     | Transfert               | Provenance/Destination | Division              |
| ---------------------- | ----------- | --------- | ----------------------- | ---------------------- | --------------------- |
| Arrivées               |             |           |                         |                        |                       |
| Josip Elez             | Croatie     | Défenseur | Transfert 2,5 million € | HNK Rijeka             | Prva Liga             |
| Walace                 | Brésil      | Milieu    | Transfert 6 million €   | Hambourg SV            | 2e Bundesliga         |
| Genki Haraguchi        | Japon       | Milieu    | Transfert 4 million €   | Hertha BSC             | Bundesliga            |
| Takuma Asano           | Japon       | Attaquant | Prêt                    | Arsenal                | Premier League        |
| Bobby Wood             | États-Unis  | Attaquant | Prêt 1,5 million €      | Hambourg SV            | 2e Bundesliga         |
| Marius Wolf            | Allemagne   | Milieu    | Retour de prêt          | Eintracht Frankfurt    | Bundesliga            |
| Kevin Wimmer           | Autriche    | Défenseur | Prêt 1,5 million €      | Stoke City             | Premier League        |
| Babacar Gueye          | Sénégal     | Attaquant | Retour de prêt          | K Saint-Trond VV       | Division 1A           |
| Leo Weinkauf           | Allemagne   | Gardien   | Transfert gratuit       | Bayern Munich II       | Bundesliga            |
| Mike-Steven Bähre      | Allemagne   | Milieu    | Retour de prêt          | SV Meppen              | 3. Liga               |
| Uffe Manich Bech       | Danemark    | Attaquant | Retour de prêt          | SpVgg Greuther Fürth   | 2e Bundesliga         |
| Samuel Şahin-Radlinger | Autriche    | Gardien   | Retour de prêt          | SK Brann               | Tippeligaen           |
| Départs                |             |           |                         |                        |                       |
| Manuel Schmiedebach    | Allemagne   | Milieu    | Prêt                    | Union Berlin           | 2e Bundesliga         |
| Jonathas               | Brésil      | Attaquant | Prêt                    | Corinthians            | Brasileirão Chevrolet |
| Sebastian Maier        | Allemagne   | Milieu    | Transfert gratuit       | VfL Bochum             | 2e Bundesliga         |
| Felix Klaus            | Allemagne   | Milieu    | Transfert 3 million €   | VfL Wolfsbourg         | Bundesliga            |
| Martin Harnik          | Autriche    | Attaquant | Transfert 3 million €   | Werder Brême           | Bundesliga            |
| Florian Hübner         | Allemagne   | Défenseur | Transfert gratuit       | Union Berlin           | 2e Bundesliga         |
| Salif Sané             | Sénégal     | Milieu    | Transfert 8 million €   | Schalke 04             | Bundesliga            |
| Kenan Karaman          | Turquie     | Attaquant | Fin de contrat          | Fortuna Düsseldorf     | Bundesliga            |
| Fynn Arkenberg         | Allemagne   | Défenseur | Fin de contrat          | Hallescher FC          | 3. Liga               |
| Charlison Benschop     | Curaçao     | Attaquant | Fin de contrat          | FC Ingolstadt 04       | 2e Bundesliga         |

### Transferts hivernaux
| Nom               | Nationalité | Poste     | Transfert   | Provenance/Destination | Division              |
| ----------------- | ----------- | --------- | ----------- | ---------------------- | --------------------- |
| Arrivées          |             |           |             |                        |                       |
| Nicolai Müller    | Allemagne   | Milieu    | prêt        | Eintracht Francfort    | Bundesliga            |
| Kevin Akpoguma    | Allemagne   | Défenseur | prêt        | TSG Hoffenheim         | Bundesliga            |
| Jonathas          | Brésil      | Attaquant | fin de Prêt | Corinthians            | Brasileirão Chevrolet |
| Départs           |             |           |             |                        |                       |
| Philipp Tschauner | Allemagne   | Gardien   | prêt        | FC Ingolstadt 04       | 2.Bundesliga          |

## Compétitions
| Dix-septième 21 points | Premier tour |
| 5V 6N 23D              | 1V 0N 1D     |
| TOTAL: 6V 6N 24D       |              |

### Championnat

#### Classement
| Rang | Équipe         | Pts | J  | G | N  | P  | Bp | Bc | Diff | Qualification ou relégation                 |
| ---- | -------------- | --- | -- | - | -- | -- | -- | -- | ---- | ------------------------------------------- |
| 14   | Schalke 04     | 33  | 34 | 8 | 9  | 17 | 37 | 55 | −18  |                                             |
| 15   | FC Augsburg    | 32  | 34 | 8 | 8  | 18 | 51 | 71 | −20  |                                             |
| 16   | VfB Stuttgart  | 28  | 34 | 7 | 7  | 20 | 32 | 70 | −38  | Qualification pour le barrage de relégation |
| 17   | Hanovre 96     | 21  | 34 | 5 | 6  | 23 | 31 | 71 | −40  | Relégation en 2. Bundesliga                 |
| 18   | FC Nuremberg P | 19  | 34 | 3 | 10 | 21 | 26 | 68 | −42  | Relégation en 2. Bundesliga                 |

#### Évolution du classement et des résultats
| Résultat | N  | N   | D   | D   | D   | D   | V   | N   | D   | D   | V   | D   | D   | N   | D   | N   | D   | D   | D   | D   | V   | D   | D   | D   | D   | D   | D   | D   | D   | N   | V   | D   | V   | D   | — | — | — |
| Rang     | 9e | 11e | 13e | 16e | 16e | 18e | 16e | 15e | 16e | 16e | 16e | 16e | 17e | 17e | 18e | 17e | 17e | 17e | 17e | 18e | 17e | 17e | 17e | 17e | 17e | 17e | 18e | 18e | 18e | 18e | 18e | 18e | 17e | 17e | 0 |   |   |

## Joueurs et encadrement technique

### Joueurs prêtés
Le tableau suivant liste les joueurs en prêts pour la saison 2018-2019.

## Statistiques

### Statistiques collectives
| Compétition       | Débute au tour | Termine      | Matches joués | Gagnés | Nuls | Perdus | Buts pour | Buts contre | Différence |
| ----------------- | -------------- | ------------ | ------------- | ------ | ---- | ------ | --------- | ----------- | ---------- |
| Bundesliga        | -              | Dix-septième | 34            | 5      | 6    | 23     | 31        | 71          | -40        |
| Coupe d'Allemagne | Premier tour   | -            | 2             | 1      | 0    | 1      | 6         | 2           | +4         |
| Total             | -              | -            | 36            | 6      | 6    | 24     | 37        | 73          | -36        |

### Statistiques individuelles
(Mis à jour le 26 décembre 2018)
| Numéro | Nat. | Nom            | Championnat | Championnat | Championnat    | Championnat | Championnat  | Coupe d'Allemagne | Coupe d'Allemagne | Coupe d'Allemagne | Coupe d'Allemagne | Coupe d'Allemagne | Total | Total       | Total          | Total  | Total        |
| Numéro | Nat. | Nom            | M.j.        | But inscrit | Passe décisive | Averti      | Carton rouge | M.j.              | But inscrit       | Passe décisive    | Averti            | Carton rouge      | M.j.  | But inscrit | Passe décisive | Averti | Carton rouge |
| ------ | ---- | -------------- | ----------- | ----------- | -------------- | ----------- | ------------ | ----------------- | ----------------- | ----------------- | ----------------- | ----------------- | ----- | ----------- | -------------- | ------ | ------------ |
| 1      |      | Tschauner      | 1           | 0           | 0              | 0           | 0            | 1                 | 0                 | 0                 | 0                 | 0                 | 2     | 0           | 0              | 0      | 0            |
| 2      |      | Elez           | 10          | 0           | 0              | 1           | 0            | 1                 | 0                 | 0                 | 1                 | 0                 | 11    | 0           | 0              | 2      | 0            |
| 3      |      | Albornoz       | 12          | 1           | 2              | 1           | 1            | 1                 | 0                 | 0                 | 1                 | 0                 | 13    | 1           | 2              | 2      | 1            |
| 4      |      | Korb           | 6           | 0           | 0              | 0           | 0            | 0                 | 0                 | 0                 | 0                 | 0                 | 6     | 0           | 0              | 0      | 0            |
| 5      |      | Felipe         | 7           | 2           | 0              | 5           | 1            | 1                 | 0                 | 0                 | 0                 | 0                 | 8     | 2           | 0              | 5      | 1            |
| 6      |      | Bakalorz       | 11          | 0           | 0              | 1           | 0            | 0                 | 0                 | 0                 | 0                 | 0                 | 11    | 0           | 0              | 1      | 0            |
| 8      |      | Walace         | 14          | 0           | 1              | 3           | 0            | 2                 | 0                 | 0                 | 1                 | 0                 | 16    | 0           | 1              | 4      | 0            |
| 10     |      | Haraguchi      | 14          | 0           | 2              | 1           | 0            | 1                 | 0                 | 0                 | 0                 | 0                 | 15    | 0           | 2              | 1      | 0            |
| 11     |      | Asano          | 7           | 0           | 0              | 0           | 0            | 2                 | 1                 | 0                 | 0                 | 0                 | 9     | 1           | 0              | 0      | 0            |
| 13     |      | Bebou          | 10          | 3           | 3              | 1           | 0            | 2                 | 1                 | 0                 | 1                 | 0                 | 12    | 3           | 3              | 2      | 0            |
| 17     |      | Wood           | 14          | 3           | 1              | 1           | 0            | 2                 | 0                 | 1                 | 0                 | 0                 | 16    | 3           | 2              | 1      | 0            |
| 18     |      | Fossum         | 6           | 0           | 0              | 0           | 0            | 2                 | 0                 | 0                 | 0                 | 0                 | 8     | 0           | 0              | 0      | 0            |
| 22     |      | Ostrzolek      | 8           | 0           | 0              | 2           | 0            | 1                 | 0                 | 1                 | 0                 | 0                 | 9     | 0           | 1              | 2      | 0            |
| 23     |      | Esser          | 16          | 0           | 0              | 2           | 0            | 1                 | 0                 | 0                 | 0                 | 0                 | 17    | 0           | 0              | 2      | 0            |
| 24     |      | Füllkrug       | 13          | 2           | 1              | 1           | 0            | 1                 | 1                 | 1                 | 0                 | 0                 | 14    | 3           | 2              | 1      | 0            |
| 25     |      | Sorg           | 9           | 0           | 0              | 5           | 1            | 1                 | 0                 | 0                 | 0                 | 0                 | 10    | 0           | 0              | 5      | 1            |
| 26     |      | Weydandt       | 12          | 3           | 0              | 0           | 0            | 2                 | 2                 | 0                 | 0                 | 0                 | 14    | 5           | 0              | 0      | 0            |
| 27     |      | Schwegler      | 13          | 0           | 1              | 4           | 0            | 1                 | 0                 | 2                 | 0                 | 0                 | 14    | 0           | 3              | 4      | 0            |
| 28     |      | Wimmer         | 11          | 0           | 0              | 2           | 0            | 2                 | 1                 | 0                 | 0                 | 0                 | 13    | 1           | 0              | 2      | 0            |
| 29     |      | Hadzic         | 2           | 0           | 0              | 0           | 0            | 0                 | 0                 | 0                 | 0                 | 0                 | 2     | 0           | 0              | 0      | 0            |
| 31     |      | Anton          | 17          | 0           | 0              | 4           | 0            | 2                 | 0                 | 0                 | 0                 | 0                 | 19    | 0           | 0              | 4      | 0            |
| 35     |      | Muslija        | 8           | 2           | 0              | 1           | 0            | 1                 | 0                 | 0                 | 0                 | 0                 | 9     | 2           | 0              | 1      | 0            |
| 37     |      | Sarenren Bazee | 2           | 0           | 0              | 0           | 0            | 0                 | 0                 | 0                 | 0                 | 0                 | 2     | 0           | 0              | 0      | 0            |
| 40     |      | Maina          | 10          | 1           | 0              | 0           | 0            | 1                 | 0                 | 0                 | 0                 | 0                 | 11    | 1           | 0              | 0      | 0            |